# バレットガールズ
『バレットガールズ』（Bullet Girls）は、ディースリー・パブリッシャーより2014年8月21日に発売されたPlayStation Vita専用ゲームソフト。
2016年4月21日には続編となる『バレットガールズ2』が発売された。

## 概要
本作品は戦術訓練を行う部活動"レンジャー部"に所属する女子高生たちが様々な武器を駆使して模擬戦を行うという内容のサードパーソン・シューティングゲームである。コスチューム破壊や下着のみをコーディネイト対象としたカスタマイズシステム、PS Vitaのタッチ機能を活用した「尋問訓練」など、セクシャル表現を前面に推しだしたゲームデザインが特徴となっている。
なお、戦闘に使われる武器は模擬戦仕様のものであり、殺傷能力はないという設定になっている。

## システム
戦闘中に相手の衣装の各部位を攻撃して耐久力を0にすると、その部位の衣装が破壊されたとみなされ、様々なお色気シーンが発動する。衣装をすべて破壊すると、プレイヤーはそのキャラクターが身に着けていた下着をショップで購入することができ、自分のキャラクターに着させることもできる。衣装破壊の演出は設定でオフにすることも可能である。
また、戦闘のほかにも、捕えられた時の尋問対策として行われる"尋問訓練"が存在する。各ステージのボスを倒すと尋問訓練となり、ボスを担当したヒロインを様々な道具で責め立てられる。責めに使う道具や箇所によって得点が変わり、高得点ほどヒロインたちの反応は淫らなものとなる。尋問訓練自体はスタート画面から選択可能で、ボスを倒すたびに対応したヒロインたちを相手に選べるようになる。

## 登場人物
「専守防衛」のための部活動に参加するものたち。いずれも惑星から名前を取られている。私立岬守学園は由緒正しいお嬢様学園であり、特にレンジャー部はランキング上位を維持している。中でも「岬守の四弾丸」と呼ばれる二年生たちは、個性的かつ高い能力であることから全国的に一目置かれている。しかし、それを快く思わない学園も多い。
火乃本 彩（ひのもと あや）
声 - M・A・O
【誕生日：3月25日 / 血液型：O型 / 身長：152cm / スリーサイズ：B78・W58・H81】
私立岬守学園高等部1年生。本作の主人公的存在。前向きで明るく元気な性格の持ち主。救護部に入部するつもりが不注意でレンジャー部に入部届を出してしまったという経緯があり、顧問から「任務で好成績を残さない限り転部を認めない」と告げられている。救護部に対する入れ込みは強く、9年間も続けてきた自分を「女神」と言い切っている。そのため当初は「レンジャー部をやめるために」頑張っていたため、中途半端な覚悟だと海凪に言い捨てられてしまう。しかし海凪に勝利することで想いと実力を示し、ある程度は認められた模様。
自らの想いを「火」に例えることが多く、やる気をみなぎらせる時は「曠劫と燃え立つ烈火のように」独白する。
友情に篤く、優理奈の正体と目的を知った後にもその思いは変わらず、彼女を学園に残すため高度任務に挑み勝利した。以後は救護部に移るという考えを改め、すっかり魅せられたレンジャー部に所属することを決意する。夏季合宿を通じて大きく成長を果たしたことで「火が炎になる」日を先輩たちに期待されている。
二つ名は「烈火の弾丸」。
金園 優理奈（かねぞの ゆりな）
声 - 内田彩
【誕生日：5月7日 / 血液型：O型 / 身長：154cm / スリーサイズ：B85・W58・H83】
岬守学園高等部1年生で、彩の同級生にあたる。いわゆる不思議系で、任務中に不適切な発言をして周囲を混乱させることもある。実家を出て兄と二人暮らしのため料理が非常に得意。
体術にも優れ、月代でさえ気配を感じ取れない実力者。レンジャーとしての腕前は麻衣にも匹敵すると見られている。
その正体は、ランキング最低の学園から送り込まれたスパイ。本作における最終ボス的存在である。レンジャー部を内部崩壊させるべく様々な手段や誘導を用いて戦力を落とそうとしたが、彩の存在がプラスに働いてしまいことごとく失敗に終わる。それでも機密情報だけは持ち帰ろうとするが大分前から冥香と麻衣には疑われており、終盤にてついに素性を白日の下に晒された。
優理奈自身はレンジャー部を仲間として見始めていたが、それでも与えられた任務のために感情を押し殺してでも果たそうとしていた。
スパイ行為自体は48校で定めた「戦術」として認められており、内偵が発覚した場合はその学校における事項によって処分が決定される。岬守学園の場合は、内偵側が用意した高度任務をクリアすればその処分を自由に決定できるということになっている。ただし事項の有効期限が切れた場合、スパイ行為を阻止できなかったものとして機密情報の持ち帰りを認めなければならない（つまり夏季合宿の終了までに優理奈の任務をクリアしなければならない）。このため彩は、優理奈の高度任務をクリアすることで彼女を学園に残そうとする。
だがしかし、この任務はナビゲーターがなしという厳しい条件が課せられていた。誰もが優理奈に勝つことを諦め、あるいはその存在をいない者として扱い始める。先輩たちは立ち去り、残された彩は誰にも頼らず優理奈の高度任務へと挑むことに。実力・戦術共に彩を上回っていたはずの優理奈だが、与えられた任務をただこなすだけの人間と、自らの想いを貫く者とでは勝負は見えていた。
敗北後は学園の規約により岬守学園に残る選択肢もできたが、裏切った今レンジャー部に残るつもりはなく立ち去ろうとする。しかし彩の熱意や麻衣の励まし、先輩たちの本心（裏では高度任務に挑んでいた）を聞き「皆から離れたくない」と自分の気持ちに正直になった。
続編『バレットガールズ2』では、「私立エルダ学院レンジャー部」からスパイとして送り込まれたことが判明する。ただし前述のスパイ行為は学院側の意向であり、「私立エルダ学院レンジャー部」のほとんどはこのことを知らず「転校した」と思っていた。また以降は兄の存在が一切触れられないため偽りだった可能性がある。
二つ名は「雷鳴の弾丸」。
木住野 玲美（きしの れみ）
声 - 福原香織
【誕生日：11月26日 / 血液型：AB型 / 身長：152cm / スリーサイズ：B82・W58・H82】
岬守学園高等部2年生。愛称は「レミレミ」。お調子者で、運動量の豊富さが特徴。キレると大変なことになるが、当人はキレたときの記憶がない。
時折二重人格のように凶暴な人格に豹変する（これが「キレた」状態）。その際は掌で顔を隠しているのが特徴。この状態の方が平時より強いらしく、続編では海凪から「（冥香には）あの状態の玲美でも敵わない」など四弾丸最強であることを示す会話が見られる（実際にファンタジアでは次期部長候補になっている）。この状態は「狂気モード」「猫魔王」と呼ばれており、後述の二つ名の要因になっている。しかしファンタジアではこの設定はなくなった。
二つ名は「狂気の弾丸」。ただしなぜ自分がそう呼ばれているのは当人は理解していない。
高梨 月代（たかなし つきよ）
声 - 三澤紗千香
【誕生日：6月28日 / 血液型：O型 / 身長：158cm / スリーサイズ：B80・W57・H81】
岬守学園高等部2年生であるレンジャー部員。いわゆるツンデレだがさみしがり屋な一面もある。隠密行動と狙撃を得意としており、忍者のように素早い動きで相手を翻弄する。その技術を活かし、部員の背後に忍び寄ってはその胸や腰、お尻を揉む癖がある。本人は「モミケーション」と名乗っており、学園でも合法的に認めているが本心は人と触れ合いたいからというもの。ただし女性の身体を触るのが好きなのも本当の模様。
二つ名は「幻惑の弾丸」。
天峰 咲姫（あまみね さき）
声 - 洲崎綾
【誕生日：1月21日 / 血液型：O型 / 身長：140cm / スリーサイズ：B75・W57・H78】
岬守学園高等部2年生であるレンジャー部員。幼児体型でかなりのアニメ好き。アニメの登場人物と自らを重ね合わせてしまう癖がある。その際は口調や態度が変化する（玲美ほど極端ではない）。また、お菓子が好きで携帯食と称して模擬戦に持ち込む。決めた目標には全力で立ち向かう一方、任務をさぼることが多く、お菓子を食べるのに夢中になって失敗することも。
2歳離れた妹がおり、二人でレンジャーになるという約束を果たすためレンジャー部に所属する。陽希のことを「あきねーちゃん」と好いており、お菓子をこっそりと分けてくれる彼女に好意を見せている。
実は麻衣も認める高いポテンシャルを秘めており、真面目に打ち込んでいればもっと強くなっていたと評されている。
身長140センチとかなり小柄。実は入学式から身長やスリーサイズがほとんどかわっていない。
二つ名は「微笑みの弾丸」。
神代 海凪（かみしろ みなぎ）
声 - 上間江望
【誕生日：2月25日 / 血液型：A型 / 身長：160cm / スリーサイズ：B85・W58・H84】
岬守学園高等部2年生。レンジャー部作戦参謀を務めており戦略を立てるのに長けている。武士のような言動が特徴で、俳句を詠む癖がある。実際に剣術の使い手で100人の弟子がいるとのこと。「四弾丸」の将を務める。野点の趣味がある。
レンジャーとして麻衣や陽希を尊敬しており、逆に後輩や他の四弾丸に対しては厳しく接している。
二つ名は「氷刃の弾丸」。
早乙女 陽希（さおとめ あき）
声 - 田野アサミ
【誕生日：7月28日 / 血液型：B型 / 身長：162cm / スリーサイズ：B77・W57・H80】
岬守学園高等部3年生であるボーイッシュな女子生徒。レンジャー部副部長を務めているが、出張で不在になりがちな部長の代行を務めることが多い。「伝説のレンジャー」と謳われた祖母から戦争の話を聞かされて育った結果、ミリタリーマニアになったという経緯がある。
祖母を超えるレンジャーになることを目標としており、理想とは裏腹に結果が出ないことに焦りを感じていたが、彩の励ましにより祖母に囚われず自分らしいレンジャーになることを目指すようになった。
実は去年、夏季合宿が始まって1週間経つ前に数十人の部員が退部したことがある。原因は陽希の任務が難しく、結果を出せなかったことから「合宿に参加する意味がない」として退部が命じられた為。このため今年のレンジャー部員は人数が少ない。
二つ名は「雄健の弾丸」
土居内 麻衣(どいうち まい)
声 - 巽悠衣子
【誕生日：12月23日 / 血液型：O型 / 身長：165cm / スリーサイズ：B88・W59・H88】
岬守学園高等部3年生。レンジャー部部長だが、部の向上を目的とした出張で不在になりがち。陽希とは中等部からの顔なじみ。「チート巨乳」と呼ばれ、高校生とは思えないグラマラスなボディの持ち主。実力も「全ての武器を扱える」ほどに高い。
実は由緒正しいお嬢様で、本来は家の意向で吹奏楽部に入部するはずだったがレンジャー部に入部。そのことを父親によく思われておらず、学園に乗り込んできて取っ組み合いの喧嘩になることもしばしば。かなり固い父親らしく「戦場で裸になるなどけしからん！」と陽希にまで怒ったことがある。
二つ名は「妖艶の弾丸」。
星川 冥香（ほしかわ めいか）
声 - 牧野由依
【誕生日：10月25日 / 血液型：O型 / 身長：163cm / スリーサイズ：B86・W58・H88】
関西弁で話す女教師。自由奔放で大雑把。レンジャー部顧問にして、岬守学園OG。かつてはレンジャー部の部長を務めた「八弾丸」時代は、「歴代最強」とまで言われた。部の方針は生徒たちに任せており、放任主義を貫いている。実家はたこ焼き屋であり、部内でたこ焼きを用いたロシアンルーレットをよく行う。ストーリーにはまったく絡んでこないため出番は少ないが、続編『バレットガールズ2』では彼女を主人公としたストーリーが存在する。
二つ名は「戦嬢の弾丸」。
雪城 瑠水（ゆきしろ るみ）
声 - 牟田実波
【誕生日：9月12日 / 血液型：A型 / 身長：148cm / スリーサイズ：B82・W55・H82】
岬守学園高等部3年生。様々な部活動の備品を調達する購買部の部長。「～ですわ」というお嬢様口調で話す。麻衣とは中等部からの顔なじみで、言い争うことが多いが、実際は互いに信頼し合っている。
二つ名は「純潔の贈り物」。

## 反響
本作は、開発元の予想を上回る反響を巻き起こした。その一方、アクションが粗削りであるという指摘が開発元に多く寄せられた。